# Terrell Anderson
Terrell Anderson (né le 29 novembre 1989 à Penn Hills) est un joueur américain de football américain. Il joue actuellement avec les Rockets de Toledo, équipe de l'université de Toledo.

## Carrière

### Université
Anderson entre à l'université de Toledo et commence à jouer pour l'équipe de football américain des Rockets à partir de 2008. En 2009, il fait deux tacles avant d'en faire dix-huit en 2009 et huit en 2010.